# Cardamine digitata
Cardamine digitata;sin. Dentaria digitata Lam.) es una especie de planta ornamental perteneciente a la familia  Brassicaceae, que es nativa de los Estados Unidos.

## Descripción
Es una planta herbácea perenne con rizoma que alcanza los 10–20 cm de altura. Las hojas en roseta basal, alternas, compuestas y pecioladas de 35–45 mm de longitud y 2.2-2.8 mm de ancho. Las flores tienen cuatro sépalos verdes y púrpura y cuatro pétalos blancos. El fruto es una silicua.

## Taxonomía
Cardamine digitata fue descrita por Richards. y publicado en Narrative of a Journey to the Shores of the Polar Sea 743. 1823.
Etimología
Cardamine: nombre genérico que deriva del griego kardamon  = "cardamomo" - una planta independiente en la familia del jengibre, usado como condimento picante en la cocina. 
digitata: epíteto latino que significa "como dedos".
Sinonimia
- Cardamine hyperborea O.E.Schulz
- Cardamine hyperborea var. hyperborea
- Cardamine hyperborea var. oxyphylla (Trautv.) O.E. Schulz
- Cardamine oxyphylla Andrz. ex Ledeb.
- Cardamine petersiana (Graebn.) Kuntze
- Cardamine richardsonii Hultén
- Cardamine sphenophylla Jurtzev
- Dentaria petersiana Graebn.[3]